# Janice (Łódź)
Pour les articles homonymes, voir Janice (homonymie).
Janice (prononciation [ jaˈnit͡sɛ]) est un village de la gmina de Daszyna, du powiat de Łęczyca, dans la voïvodie de Łódź, situé dans le centre de la Pologne.
Sa population s'élève approximativement à 27 habitants.

## Administration
De 1975 à 1998, le village était attaché administrativement à l'ancienne voïvodie de Płock.

Depuis 1999, il fait partie de la nouvelle voïvodie de Łódź.